# Xã Penfield, Quận Lorain, Ohio
Xã Penfield (tiếng Anh: Penfield Township) là một xã thuộc quận Lorain, tiểu bang Ohio, Hoa Kỳ. Năm 2010, dân số của xã này là 1.789 người.